# Flushing – Main Street (métro de New York)
Flushing – Main Street  est une station souterraine express du métro de New York située dans le quartier de Flushing dans le Queens. Elle constitue le terminus nord de l'IRT Flushing Line (métros violets), issue du réseau de l'ancienne Interborough Rapid Transit Company (IRT). Sur la base des chiffres 2012, la station était la 11e plus fréquentée du réseau, la station la plus fréquentée en dehors de Manhattan et la station la plus fréquentée du Queens.
Au total, deux services y circulent :
- les métros 7 y transitent 24/7 ;
- les métros <7> y circulent pendant les heures de pointe dans la direction la plus encombrée.